# Feldkirchen (Neuwied)
Feldkirchen ist ein Stadtteil und ein Ortsbezirk von Neuwied in Rheinland-Pfalz. Er setzt sich aus den Ortsteilen Fahr, Gönnersdorf, Hüllenberg und Wollendorf sowie der wüst gefallenen Gemarkung von Rockenfeld zusammen.

## Geographie
Feldkirchen liegt im Westen der Stadt Neuwied direkt am Rhein, gegenüber von Andernach. Nordwestlich liegt die Ortsgemeinde Leutesdorf, östlich der Stadtteil Irlich. Feldkirchen liegt am Rand des Naturparks Rhein-Westerwald. Die Ortsteile Fahr, Gönnersdorf, Hüllenberg und Wollendorf sind inzwischen zusammengewachsen.
Zum Stadtteil gehört auch der Wohnplatz Gebranntehof.

## Geschichte

### Funde aus der letzten Kaltzeit
Eine archäologische Sensation bedeutete ein Fund im Frühjahr 1968 bei Aushubarbeiten für ein Einfamilienhaus im Ortsteil Gönnersdorf: Man entdeckte einen Siedlungsplatz eiszeitlicher Jäger aus der Zeit um etwa 13.500 v. Chr. Die Ausgrabungen unter Leitung von Gerhard Bosinski brachten die Spuren von zwei kleineren Rundzelten und drei größeren, fellbedeckten Behausungen zutage.
In dem systematisch ergrabenen Siedlungsbereich mit 650 m² Fläche fanden sich Knochen von Mammut, Wildpferd, Wisent, Ur, Ren, Hirsch und Polarfuchs, ferner Werkzeuge aus verschiedenem Gestein, Schmuck und Schieferplättchen mit eingeritzten Zeichnungen. Diese Funde geben ein anschauliches Bild vom Leben der Eiszeitjäger und führten zur Gründung des Museums für die Archäologie des Eiszeitalters (heute Monrepos Archäologisches Forschungszentrum und Museum für menschliche Verhaltensevolution, Außenstelle des Römisch-Germanischen Zentralmuseums – Leibniz-Forschungsinstitut für Archäologie), das sich seit 1988 in der Villa „Waldheim“ in Monrepos (im Stadtteil Segendorf) befindet (zuvor war es im dortigen Schwedenhaus untergebracht).
Den Platz für das Lager haben die späteiszeitlichen Jäger mit Bedacht gewählt: er lag fast genau zwischen der Mittelterrassengeländestufe, auf der sie vor allem Wildpferde jagten, und den Rheinauen, von wo sie Holz zum Bauen und Heizen holen konnten.
Die letzte Kaltzeit neigte sich langsam dem Ende entgegen; das Klima war kontinental mit sonnigen Tagen und sehr kalten Nächten, mit warmen Sommern und frostigen Wintern. Es fielen wenige Niederschläge. Bäume, die viel Feuchtigkeit brauchen, konnten nur entlang des Rheinufers wachsen, ansonsten bedeckte eine Steppe mit verschiedenen Gräsern und vielen Blumen das Neuwieder Becken und seine Randhöhen.
In großen Herden durchzogen Wildpferde und Rentiere die Landschaft, in ihrem Gefolge große und kleine Raubtiere. Mammuts und wollhaarige Nashörner waren in dieser Zeit eher selten.

### Archäologische Befunde aus der Römerzeit
Zur Zeit des Römischen Reiches durchzog vom Ende des ersten bis zur Mitte des dritten Jahrhunderts der Obergermanische Limes das Gebiet von Feldkirchen. Von Rheinbrohl her kommend erreichte er das nur einen halben Kilometer südlich von Rockenfeld (noch auf Hammersteiner Gemarkung liegende) Kleinkastell „Am Forsthofweg“ und wendete sich von dort aus in Richtung Feldkirchen. Spuren dieser ehemaligen Grenze zwischen dem Imperium Romanum und der Germania magna sind in den Gemarkungen Wollendorf, Hüllenberg und Gönnersdorf noch gut im Gelände zu erkennen und durch den Limeswanderweg erschlossen. Neben dem Wall und dem Graben des Limes zeichnen sich die Wachtürme Wp 1/17, Wp 1/18, Wp 1/19 und Wp 1/20 deutlich im Gelände ab. Kurz vor dem „Gebranntehof“ verlieren sich die Spuren vorübergehend, um westlich des Hofes mit den Turmstellen Wp 1/21 und Wp 1/22 noch einmal auf wenigen hundert Metern in Erscheinung zu treten.

### Fahr
| Wappen | Fahr wird im Jahre 1152 erstmals als Flussübergangsstelle erwähnt. Vier Jahrzehnte später erwarb das Kloster St. Thomas (in Andernach) Weingärten und Äcker zu „Vare“. |

### Gönnersdorf
| Wappen | Auf die vorzeitliche Besiedlung Gönnersdorfs wurde oben bereits hingewiesen. Im Jahr 1906 wurde hier ein fränkisches Gräberfeld gefunden. Aus dem Mittelalter liegt nur spärliches Quellenmaterial vor. Der Dorfname kommt seitdem in verschiedenen Schreibweisen vor. Er stammt vermutlich von einem fränkischen Urfreien mit Namen althochdeutsch (ahd.) Gunther oder modern Günther. Von dessen Hof als letztes Gebäude blieb der so genannte Beunehof. Die Eigentümer wurden im Mittelalter zu Rittern geadelt, waren mit den Burggrafen von Hammerstein eng verwandt und verschwägert und erbten nach dem Aussterben der eigentlichen Familie die Burg Hammerstein. Das Geschlecht der Freiherren von Hammerstein stammt also mutmaßlich aus Gönnersdorf wie die Familie Rockefeller aus Rockenfeld. |

### Hüllenberg
| Wappen | Hüllenberg wird erstmals um 1280 in dem Protokoll über die Gründung und das Patronat der Feldkirche erwähnt. Der Ort war wohl jahrhundertelang Teil von Gönnersdorf, ehe er Ende der 1480er Jahre seine Selbständigkeit erlangte. |

### Rockenfeld
| Wappen | Rockenfeld wurde 1280 erstmals urkundlich erwähnt als Rukenvelt, wegen der Lage auf dem ersten Höhenrücken zwischen Rhein und Westerwald. Er trennte sich im Jahr 1693 von Gönnersdorf, zu dem er bis dahin gehörte. Aufgrund stetiger Abwanderung der Einwohner beschloss der Gemeinderat im Jahr 1965 die Auflösung des Dorfes. Heute ist Rockenfeld eine Wüstung. Von Rockenfeld leiten sich die Familiennamen Rockenfeller (in Neuwied noch häufig anzutreffen) und Rockefeller ab. |

### Wollendorf
| Wappen | Auch Wollendorf war früh besiedelt. Davon zeugen Funde aus der Bronze-, Römer- und Frankenzeit. Wollendorf wird im Jahr 1263 erstmals urkundlich erwähnt. Seinen Namen erhielt der Ortsteil mit an Sicherheit grenzender Wahrscheinlichkeit von einem Urfreien namens Wulf oder modern Wolf. Mutmaßlich wurden seine Nachkommen zu Rittern geadelt und aus seinem Hof entwickelte sich die heute noch in Teilen erhaltenen Burg von Wollendorf. Überliefert sind als Schreibweisen für den Namen des Ortsteils Wolfendorf, dann Wolpendorf und zuletzt der heutige Name Wollendorf. |

## Eingemeindung
Die zuvor eigenständigen Gemeinden Fahr, Gönnersdorf, Hüllenberg, Rockenfeld und Wollendorf wurden nach Mehrheitsbeschluss der einzelnen Gemeinderäte im Mai 1966 auf Verfügung der Bezirksregierung Koblenz mit Wirkung vom 1. August 1966 zu einer Großgemeinde unter dem historischen Namen Feldkirchen zusammengeschlossen. Die Gemeinde Rockenfeld war zu der Zeit bereits in der Auflösung. Feldkirchen gehörte zum Amt Niederbieber-Segendorf (ab 1968 Verbandsgemeinde Niederbieber-Segendorf). Im Vollzug der vom Landtag Rheinland-Pfalz am 13. Juli 1970 beschlossenen Verwaltungsreform, die am 7. November 1970 in Kraft trat, wurde die Gemeinde Feldkirchen ebenso wie die Stadt Neuwied und umliegende Gemeinden aufgelöst und die Stadt Neuwied neu gebildet. Mit Beschluss des Stadtrats Neuwied vom 22. Januar 1971 wurde Feldkirchen ein Stadtteil von Neuwied, welcher durch einen Ortsbeirat und einen Ortsvorsteher vertreten wird. Die Ortsbezeichnungen Fahr, Gönnersdorf, Hüllenberg, Wollendorf und Rockenfeld blieben innerhalb des Stadtteils erhalten.

## Politik

### Ortsbeirat
Der Ortsbeirat in Feldkirchen besteht aus 8 Ratsmitgliedern, die bei der Kommunalwahl am 9. Juni 2024 in einer Mehrheitswahl gewählt wurden, und der ehrenamtlichen Ortsvorsteherin als Vorsitzender.
Die Sitzverteilung im Ortsbeirat:
| Wahl | AfD               | FWG               | WGS               | WGN               | Gesamt  |
| ---- | ----------------- | ----------------- | ----------------- | ----------------- | ------- |
| 2024 | per Mehrheitswahl | per Mehrheitswahl | per Mehrheitswahl | per Mehrheitswahl | 4 Sitze |
| 2019 | 1                 | –                 | 7                 | –                 | 8 Sitze |
| 2014 | –                 | –                 | 8                 | –                 | 8 Sitze |
| 2009 | –                 | 1                 | –                 | 7                 | 8 Sitze |

- FWG = Freie Wählergruppe Neuwied e. V.
- WGS = Wählergruppe Schuh e. V.
- WGN = Wählergruppe Nußbaum e. V.

### Ortsvorsteher
Ehrenamtliche Ortsvorsteherin seit 2014 ist Simone Schuh (WGS). Bei der Direktwahl am 9. Juni 2024 wurde sie als einzige Bewerberin mit 82,4 % für weitere fünf Jahre in ihrem Amt bestätigt.

## Sehenswürdigkeiten

### Ortsteil Fahr
- Die Roentgen Villa „Haus Friedrichstein“: Landvilla mit dem Namen „Haus Friedrichstein“. Erbaut 1847 durch Geheimrat Dr. jur. August von Röntgen, dem zweiten Sohn des berühmten Kunstschreiners David Roentgen (1743–1807). Ist für die Öffentlichkeit nicht zugänglich.
- Das „Rheinische Haus“: Der im Jahr 1584 erbaute Fachwerkbau von komplizierter Konstruktion über steinernem Untergeschoss mit breitem Tor neben dem Hauseingang ist das älteste bestehende Haus im Ortsteil Fahr.

### Ortsteil Wollendorf
- Die „Feldkirche“: Die spätromanische Feldkirche zählt zu den historisch bedeutenden Kirchen am Mittelrhein und ist zugleich eine der ältesten Kirchen im heutigen Stadtgebiet von Neuwied. Siehe den ausführlichen Hauptartikel: Feldkirche.
- Die „Burg“: Von dem burgartig befestigten Herrensitz sind Reste aus dem Mittelalter erhalten. Ihre Grundmauern und Kellergewölbe sollen aus dem 11. oder 12. Jahrhundert stammen.[8]

## Vereine
- Heimat- und Verschönerungsverein Feldkirchen